# Spiegel (westfälisches Adelsgeschlecht)

Wappen derer von Spiegel

Die Freiherren und Grafen von Spiegel sind ein ostwestfälisches Uradelsgeschlecht aus dem Hochstift Paderborn. Sie teilten sich 1338 in zwei Linien, die Spiegel zum Desenberg und die Spiegel zu Peckelsheim.
Sie sind nicht verwandt mit den Spiegel (sächsisches Adelsgeschlecht).

## Geschichte

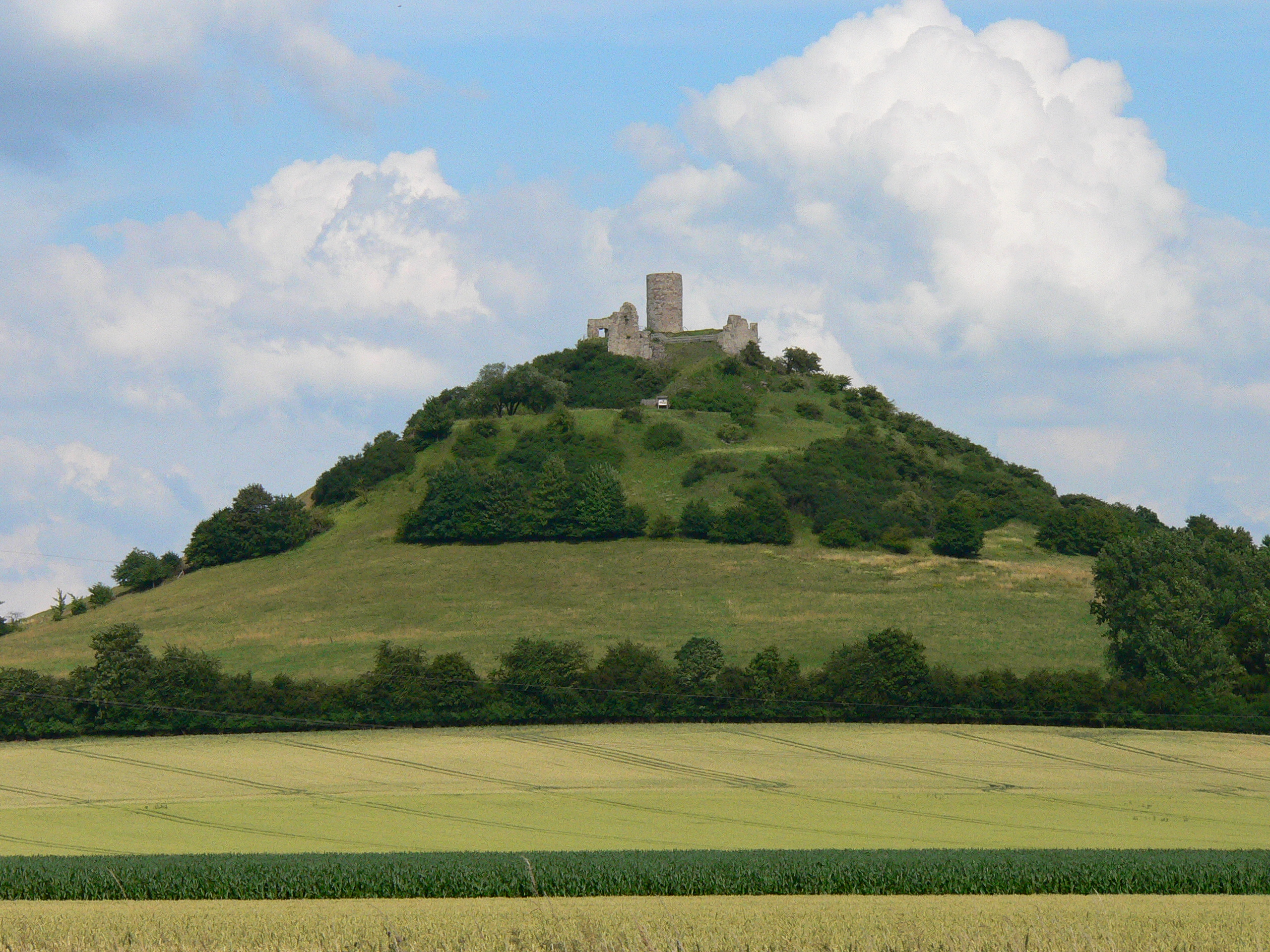
Der Desenberg bei Warburg mit der Burgruine Desenberg

Die Familie stellte vermutlich mit Witukind, zuvor Propst des Klosters Gröningen, von 1189 bis 1205 einen Abt von Corvey. Dieser erbaute 1189 die erste Burg Lichtenfels. Mit Hermannus Spechel, urkundlich erstmals 1224, erscheint der Name und beginnt die Stammreihe. Stammsitz war die Daseburg auf dem Desenberg (oder Diesenberg) bei Warburg in Westfalen, einem markanten Vulkankegel, der ab 1256 im Besitz der Spiegel nachgewiesen ist und ihnen bis heute gehört.
1338 spaltete sich die Familie in zwei Linien, die Spiegel zum Desenberg, welche Erbmundschenken des Hochstifts Paderborn wurden, und die Spiegel zu Peckelsheim, die 1378 Burg Peckelsheim erwarben und 1408 Paderborner Erbmarschälle wurden.
Die Spiegel zum Desenberg (seltener: Diesenberg) stellten mit Heinrich 1361–1380 einen Fürstbischof von Paderborn, zuvor Fürstabt von Corvey. Sie verließen um die Mitte des 16. Jahrhunderts den Desenberg und bezogen Rittersitze in der nahegelegenen Ebene, z. B. Bühne, Ober- und Nieder Klingenburg, Rothenburg und Übelngönne, nach denen auch ihre Zweige unterschieden wurden. Ferner kam Dalheim in der ersten Hälfte des 17. Jahrhunderts an die Familie. Diese Besitze wurden alle in der ersten Hälfte des 20. Jahrhunderts verkauft. 1450 wurde auch ein Anteil an der Burg Canstein erworben, der jedoch im 16. Jahrhundert wieder verloren ging. Der Klingenburger Zweig ging nach Österreich und erwarb 1836 die Herrschaft Wischenau in Mähren, die sich bis zur Enteignung 1945 im Besitz der Grafen von Spiegel zum Diesenberg-Hanxleden befand.
Den Spiegel zu Peckelsheim (seltener: Pickelsheim) gelang es, ausgehend von Schloss Schweckhausen und Peckelsheim, wo im 14. Jahrhundert Rechte erworben wurden, bis zur Mitte des 15. Jahrhunderts umfangreichen Besitz in Helmern an sich zu bringen, ferner in Lichtenau und Kleinenberg. Ererbt wurden in dieser Zeit auch Besitzungen in der Grafschaft Ravensberg von der Familie Thodrank. Zwei von drei Zweigen der Linie zu Peckelsheim wurden protestantisch. Ende des 16. Jahrhunderts wurden die Güter geteilt, wobei die Linien zu Borlinghausen, zu Helmern mit Peckelsheim und zu Schweckhausen mit Bielefeld entstanden. Die Linie ist bis heute auf Helmern, Groß-Engershausen und Schloss Rheder ansässig.
Beide Linien führten im 18. Jahrhundert gewohnheitsmäßig den Freiherrentitel. Aus der Linie Desenberg (Haus Canstein) erhielten die Brüder Ferdinand August (1764–1835), Erzbischof von Köln, und Caspar Philipp (1776–1837), österreichischer Gesandter, 1816 den preußischen Grafenstand. 1847 erfolgte die preußische Anerkennung des Freiherrenstandes für die Häuser Bühne, Übelngönne und Rothenburg.

## Besitzungen
- Burg Desenberg (1256 bis heute) und Umland:
  - Burg Bühne (1270–2012, Spiegel zum Desenberg), die Ländereien teilweise bis heute
  - Ober- und Nieder-Klingenburg (ca. 1270 bis 1927, Spiegel zum Desenberg)
  - Gut Rothenburg (ca. 1270 bis 1895, Spiegel zum Desenberg, ab 1877 Spiegel zu Peckelsheim)
  - Gut Übelngönne (ca. 1270 bis 1929, Spiegel zum Desenberg)
  - Gut Dalheim (nach 1600 bis 1928, Spiegel zum Desenberg)
  - Gut Rothehaus in Daseburg unterhalb des Desenbergs, im 16. Jhd. erbaut, Neubau aus dem 19. Jhd.
- Schloss Borlinghausen (1338 bis 1839, Spiegel zu Peckelsheim)
- Burg Peckelsheim (ab 1378 bis ca. 1900) und Rittergut Helmern (14. Jhd. bis heute, Spiegel zu Peckelsheim)
- Schloss Schweckhausen (Mitte/Ende 14. Jhd. bis 1845, Spiegel zu Peckelsheim)
- Spiegelhof in Warburg-Germete (14./15. Jhd.)
- Spiegelshof in Bielefeld (1540 bis 1820)
- Rittergut Altena (1629–1892, Spiegel zum Desenberg)
- Schloss Canstein (Anteil „oberes Haus“ ab 1450, „unteres Haus“ ab 1719, beide bis 1837, Spiegel zum Desenberg), mit Hanxleden
- Gut Werna, Thüringen (von 1585 bis 1945, Spiegel zu Peckelsheim)[4]
- Gut Seggerde (1618 bis 1768 Spiegel zu Peckelsheim, danach bis 1892 Spiegel zum Desenberg)
- Spiegelsberge mit Jagdschloss Spiegelsberge (1761 bis 1904, Landschaftspark des Ernst Ludwig Christoph von Spiegel zum Desenberg)
- Gut Groß-Engershausen (1838 erworben durch die Spiegel zum Desenberg-Rothenburg, später im Erbweg die Spiegel zu Peckelsheim aus Spiegelsberge, bis heute)
- Herrschaft Wischenau in Mähren (1836 bis 1945 Spiegel zum Desenberg)
- Schloss Rheder (seit 1873 bis heute im Besitz der Spiegel zu Peckelsheim als Erben der von Mengersen)

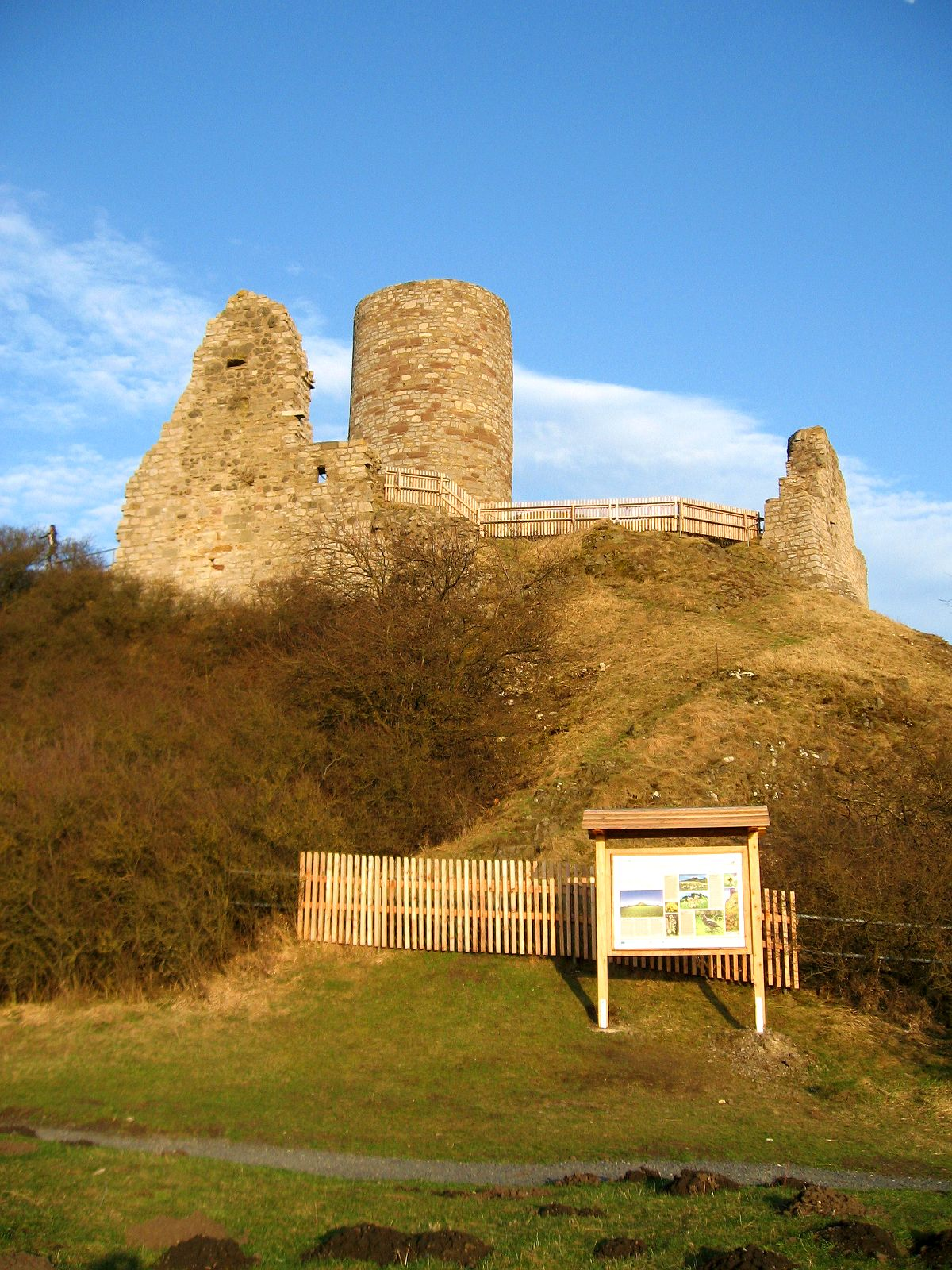
Burg Desenberg
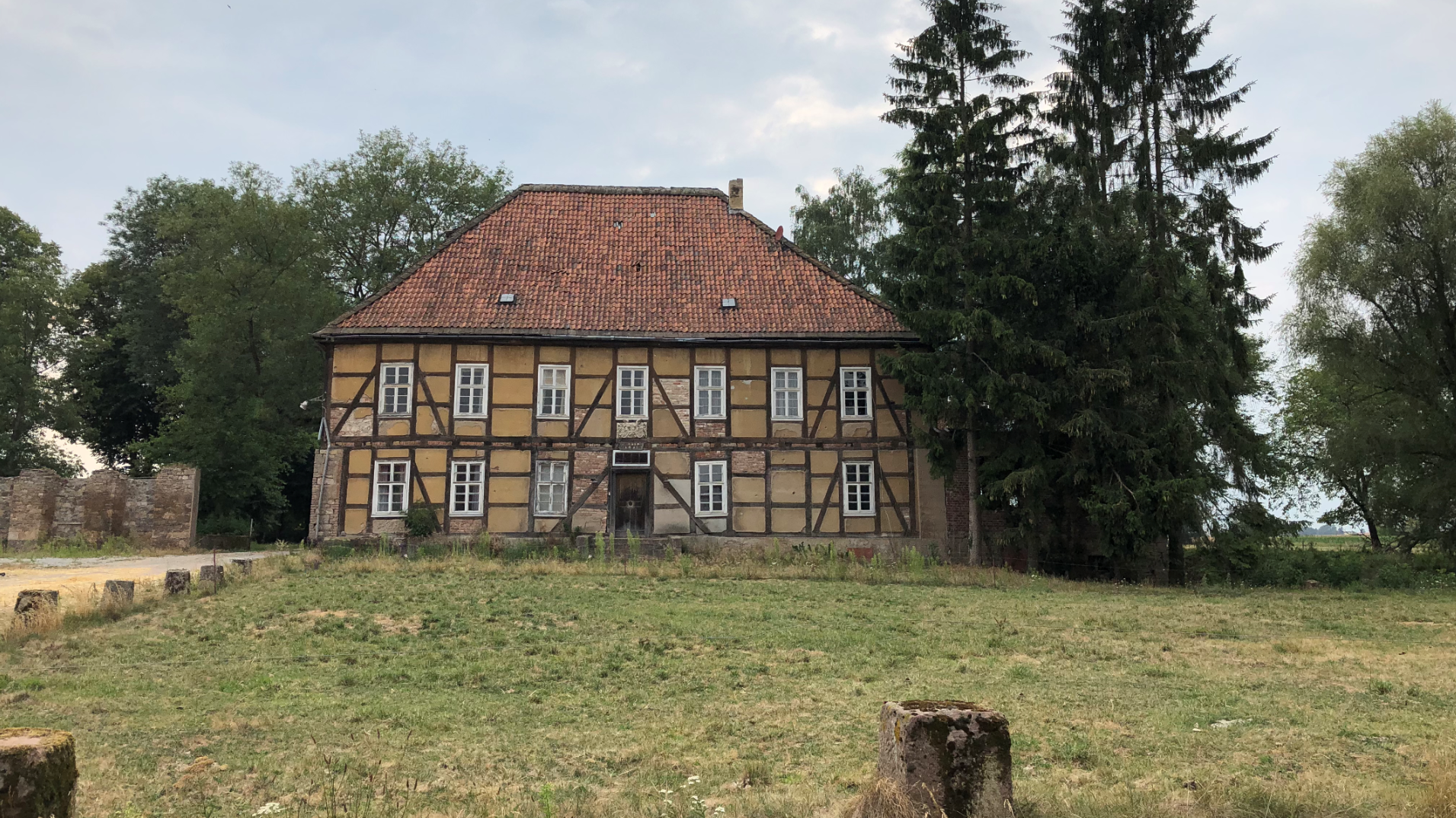
Burg Bühne
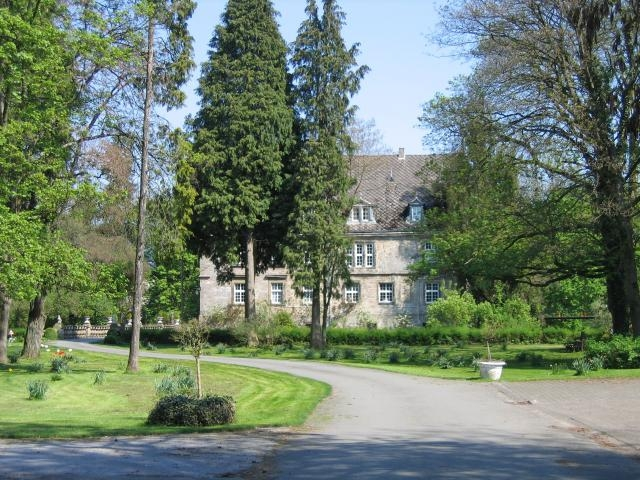
Schloss Borlinghausen
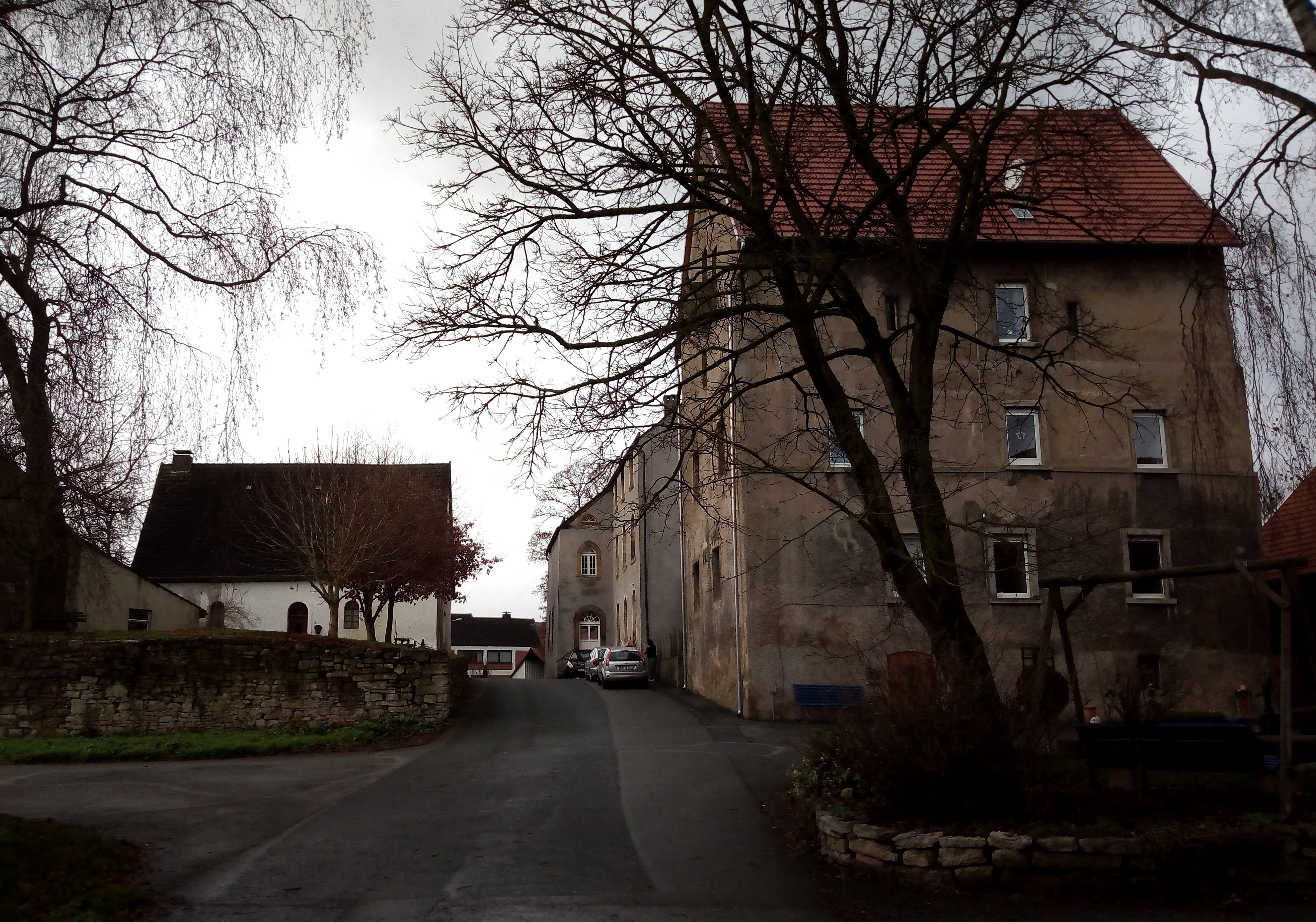
Burg Peckelsheim
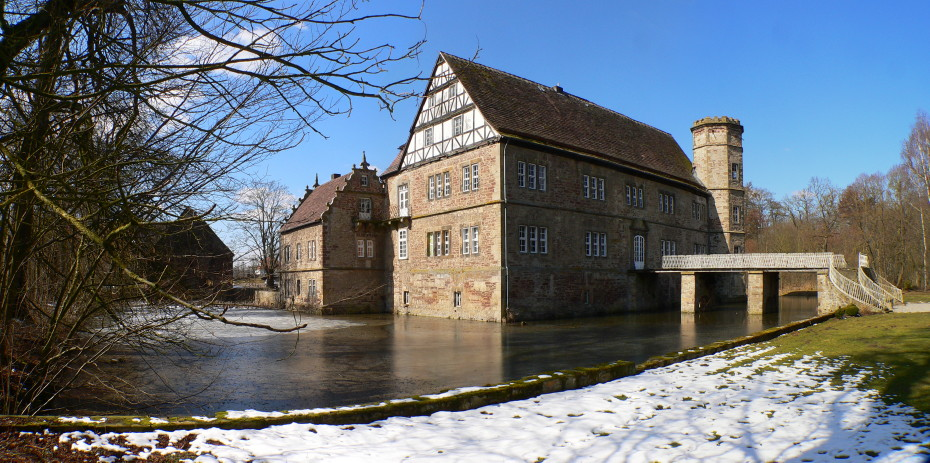
Schloss Schweckhausen
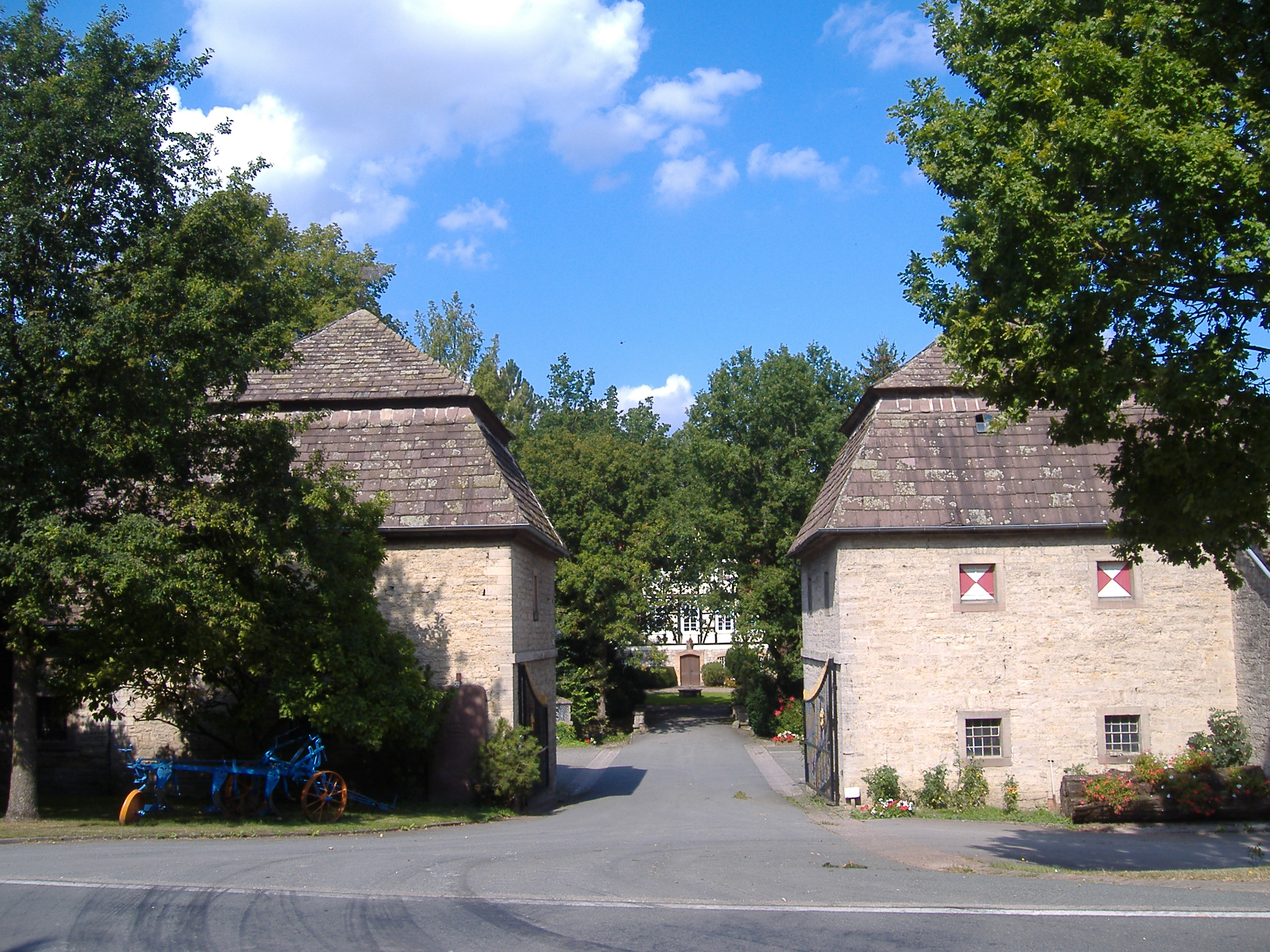
Rittergut Helmern
Gut Rothenburg
Rittergut Übelngönne
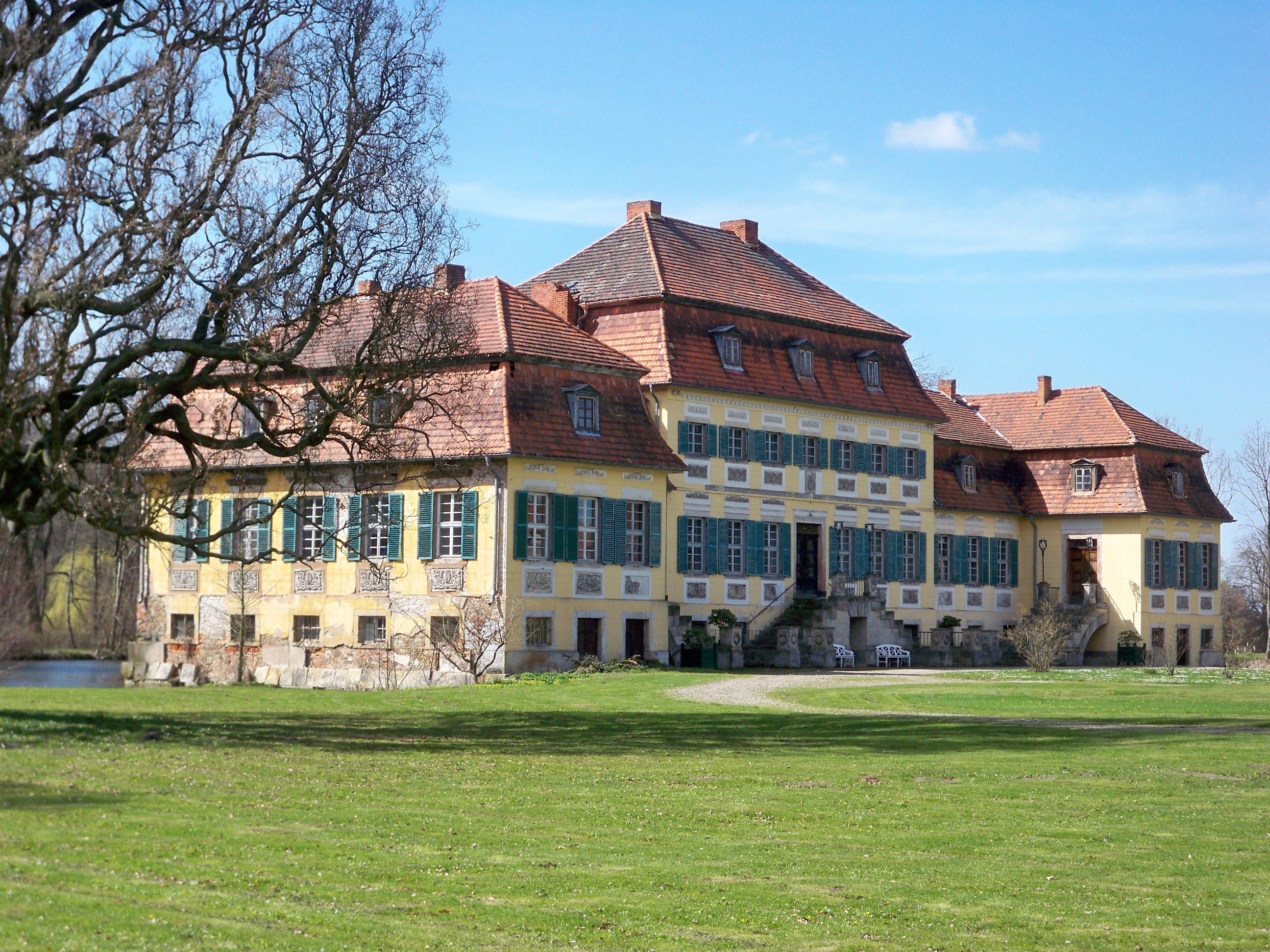
Schloss Seggerde
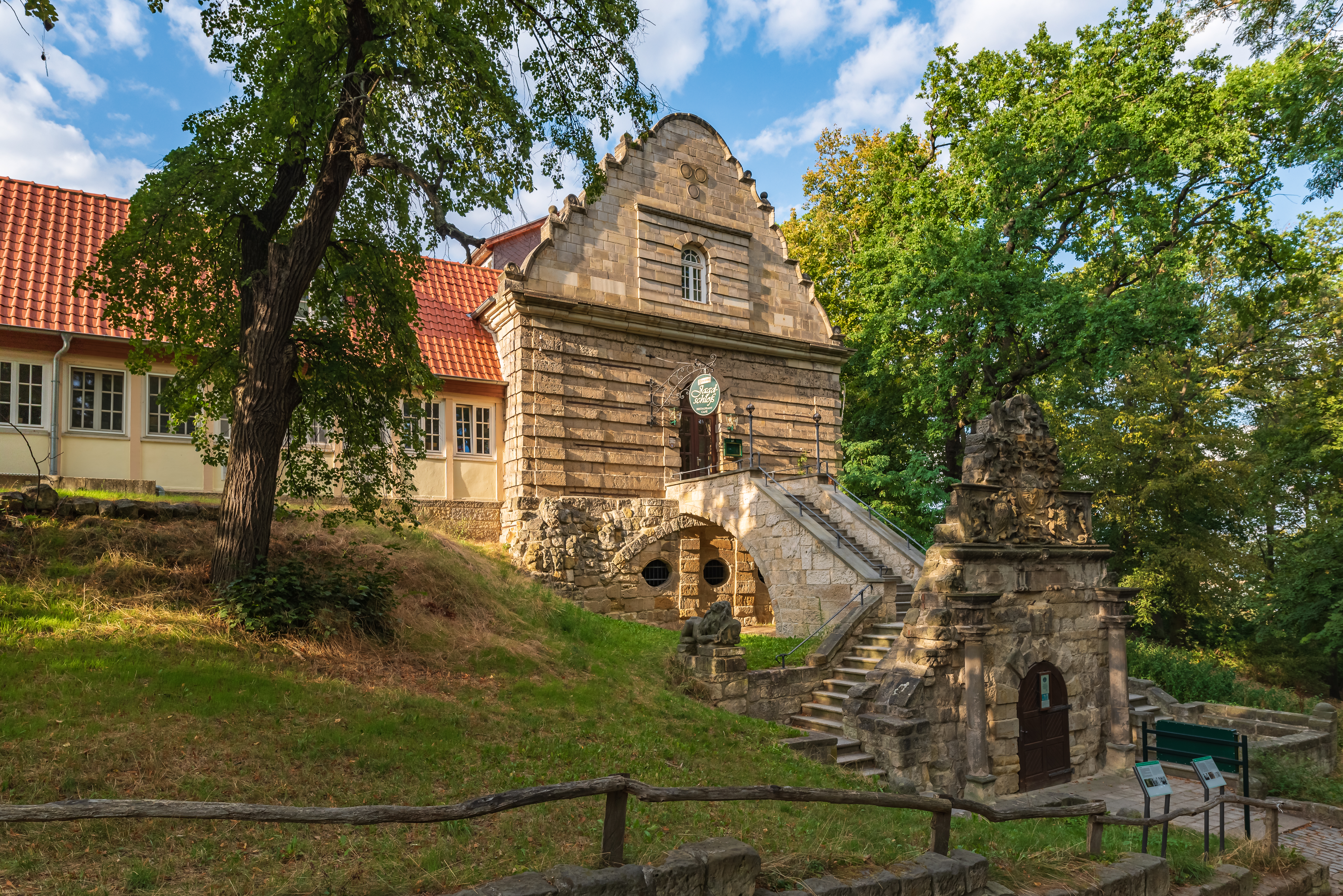
Jagdschloss Spiegelsberge
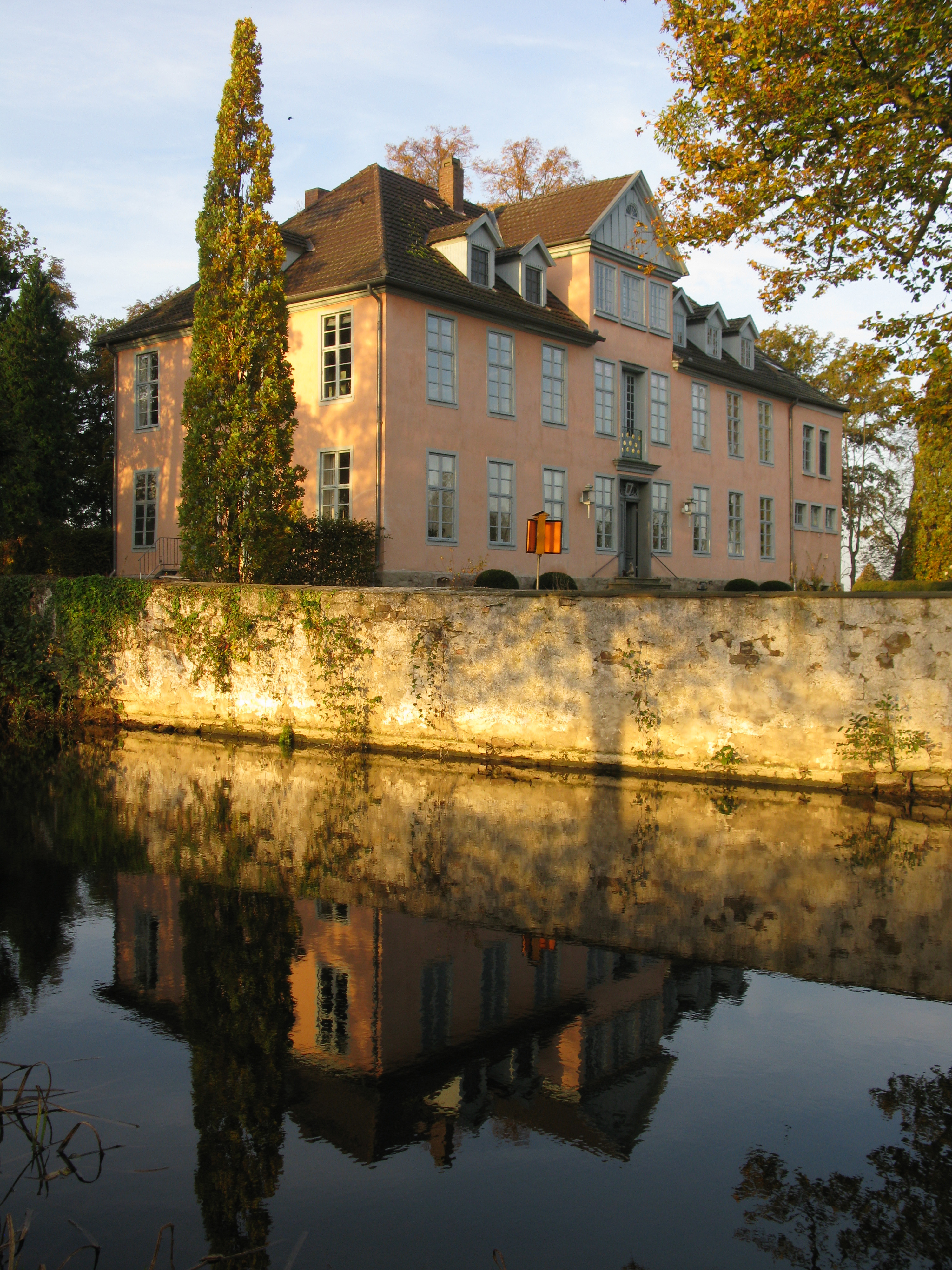
Gut Groß-Engershausen
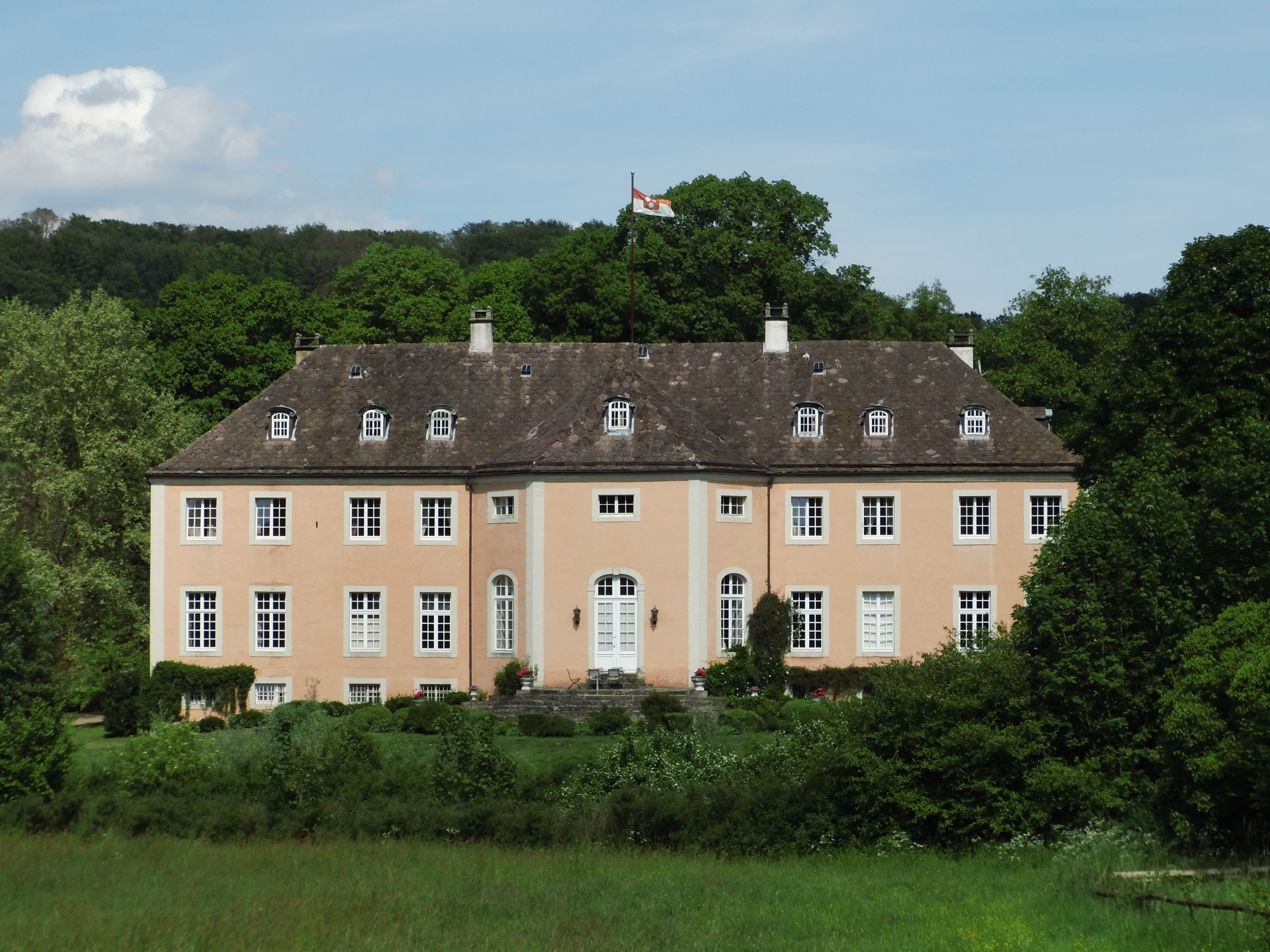
Schloss Rheder
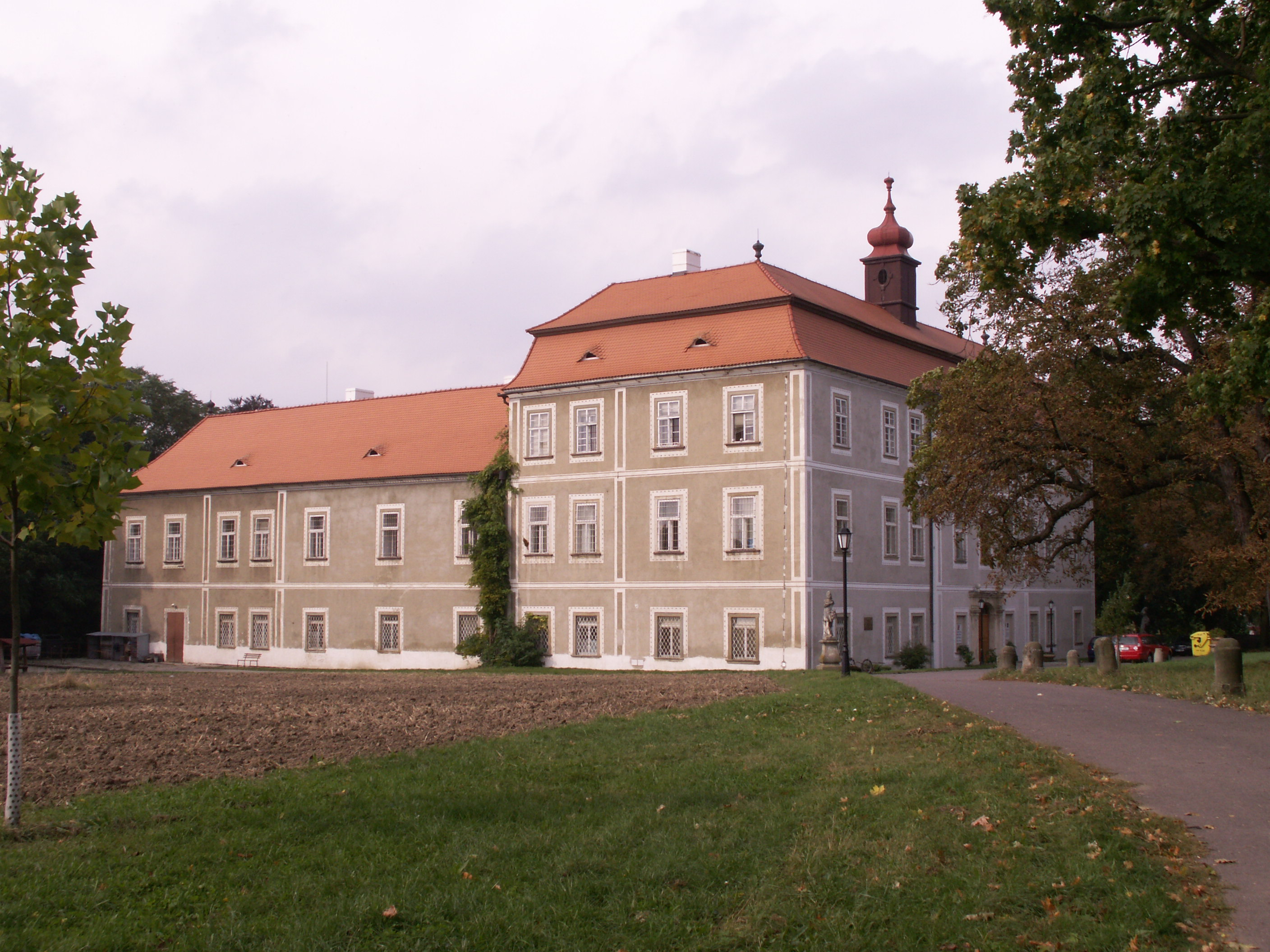
Schloss Wischenau, Mähren
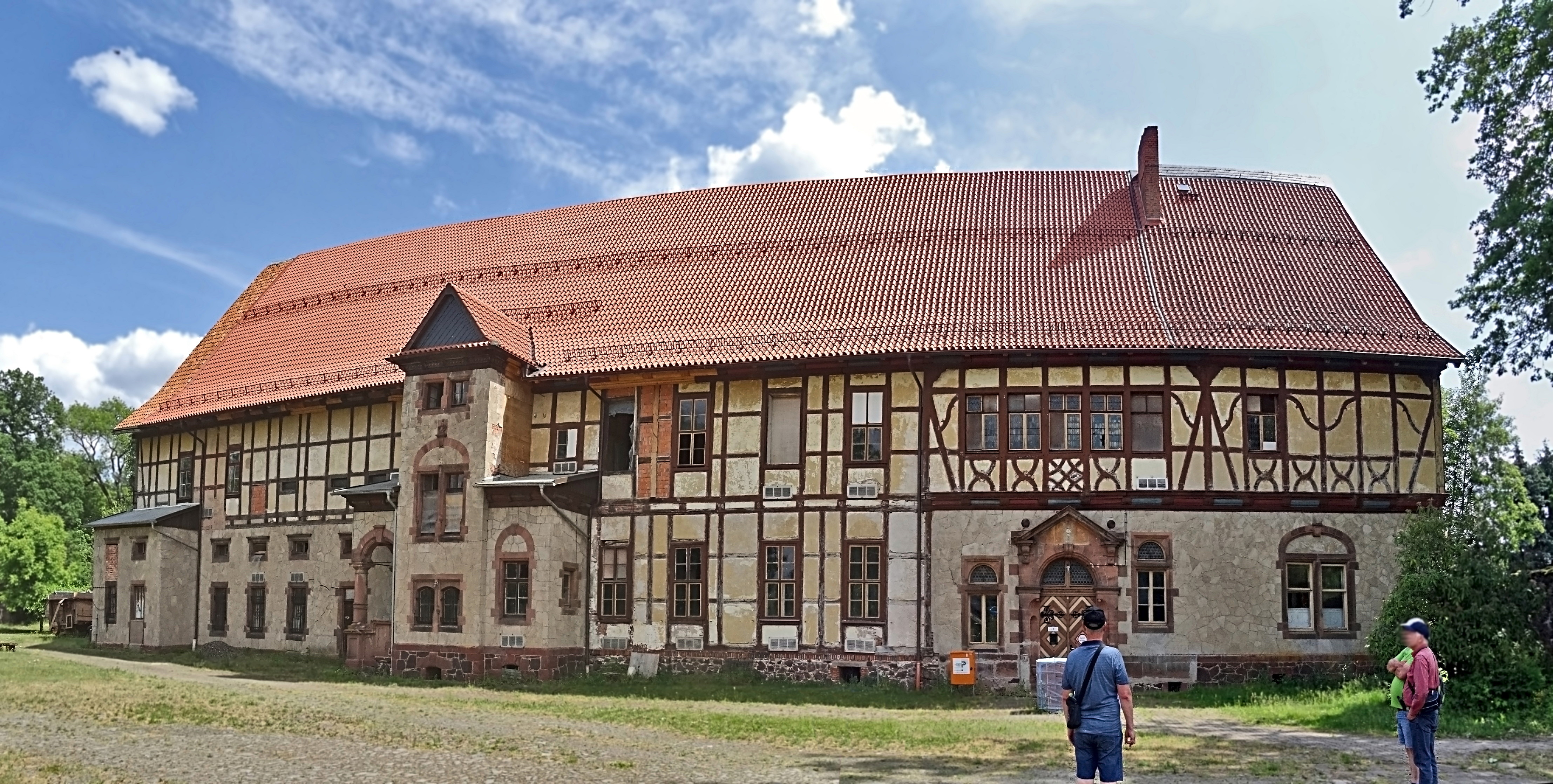
Rittergut Werna

## Wappen

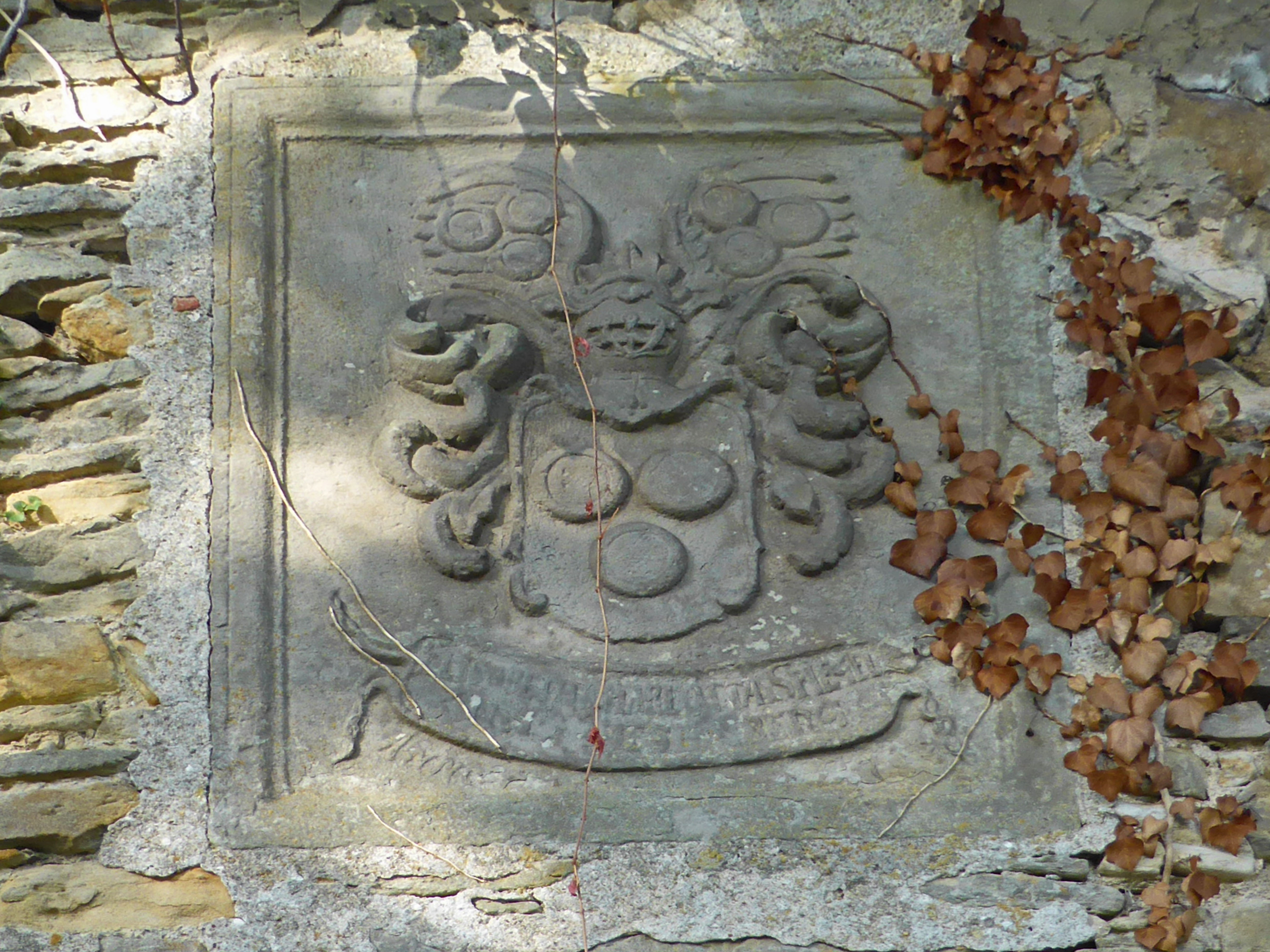
Wappen am Rittergut Altena

Das Stammwappen zeigt in Rot drei (2:1) runde gold gerahmte silberne Spiegel. Auf dem gekrönten Helm mit rot-silbernen Decken steht ein offener, beiderseits mit den drei Spiegeln belegter roter Flug. Der Wappenspruch lautet: „Mit Gott und mit Ehren“.

### Wappensage
In Zusammenhang mit dem Desenberg wird oft die Sage um den Spiegelritter gebracht, in der ein tapferer Sachse einen auf dem Berg lebenden Drachen durch das Spiegelbild in seinem Schild erschrecken und töten kann. Hierauf soll auch der Name des Adelsgeschlechts „von Spiegel (zum Desenberg)“ (z. B. Witukind von Spiegel oder Heinrich III. von Spiegel zum Desenberg) zurückgehen, dessen Wappen im Rückbezug auf die Heldentat drei Spiegel zeigt.

## Wichtige Namensträger (chronologisch)

### Linie Spiegel zum Desenberg

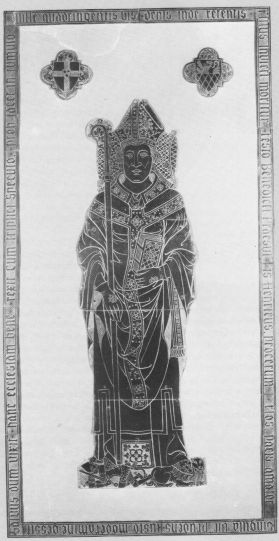
Grabplatte von Heinrich von Spiegel zum Desenberg († 1380), Fürstbischof von Paderborn und Fürstabt von Corvey, im Paderborner Dom

- Ludolf von Spiegel zum Desenberg (* um 1300; † vor 1352); Kinder:
  - Hille (Hilla) (* um 1338)
  - Konrad II. von Spiegel zum Desenberg († 1399), Mainzer Landvogt.[5] Um 1390 gründete er mit Rabe von Canstein und Friedrich vom Alten Haus Padberg den Benglerbund, um die Mainzer Fehde gegen Landgraf Hermann II. von Hessen zu unterstützen.
  - Heinrich von Spiegel zum Desenberg († 1380), Fürstbischof von Paderborn und Fürstabt von Corvey
  - Hermann V. von Spiegel zum Desenberg
  - Hermann Ludwig von Spiegel zum Desenberg (1629 – ?) ⚭ Elisabeth Hedwig von Spiegel (1630 – ?)
    - Hermann Wilhelm von Spiegel (1653 – 1714) ⚭ Claire Anna Helena von Hornberg
      - Carl Ludwig von Spiegel zum Desenberg (* um 1680–1742), Hessen-Kasseler, später russischer und preußischer Offizier und Chef eines Dragonerregiments (D IV).[6] ⚭ Eberhardine Dorothea von Neipperg
        - Ernst Ludwig Christoph von Spiegel zum Desenberg (1711–1785), ab 1731 Domherr, ab 1753 regierender Domdechant zu Halberstadt, legte 1771 den Landschaftspark Spiegelsberge an und gründete 1778 in Halberstadt das erste preußische Lehrerseminar, ⚭ Johanna Spiegel von Peckelsheim auf Seggerde
          - Werner Adolf Heinrich von Spiegel zum Desenberg (1754–1828), auf Seggerde und Spiegelsberge
            - Werner Friedrich Julius Stephan von Spiegel zum Desenberg (1802–1877), Domherr zu Halberstadt, gestaltete in den 1820er Jahren die Spiegelslust in Marburg, ⚭ Thekla Freiin von Schaumburg

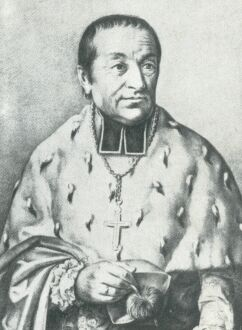
Ferdinand August von Spiegel zum Desenberg, Erzbischof von Köln

    - Ferdinand August von Spiegel zum Desenberg, Erzbischof von KölnJohann Eberhard von Spiegel ⚭ Josina Maria Antoinette von Schade
      - Theodor Hermann von Spiegel zum Desenberg und Canstein (1712–1779), Landdrost des Herzogtums Westfalen ⚭ 1. Maria Theresia von Niederklingenburg, 2. Adolphine Franziska von Landsberg zu Erwitte
        - Franz Wilhelm von Spiegel zum Desenberg (1753–1815), Domherr in Hildesheim und Münster, Landdrost des Herzogtums Westfalen und Minister des kurkölnischen Staates
        - Ferdinand August von Spiegel zum Desenberg (1764–1835), Erzbischof von Köln, 1816 preußischer Graf
        - Maria Anna (1767–1808), Pröpstin des Stifts Borghorst
        - Friedrich Ernst von Spiegel zum Desenberg (1770–1817), Komtur des Deutschen Ordens
        - Alexandrine von Spiegel zum Desenberg (1771–1839), Pröpstin des Stifts Borghorst
        - Friedrich Wilhelm von Spiegel zum Desenberg (1775–1807), Berghauptmann im Herzogtum Westfalen
        - Caspar Philipp Graf von Spiegel zum Desenberg (1776–1837), österreichischer Gesandter und bevollmächtigter Minister in München, k.k. Regierungsrat, 1816 preußischer Grafenstand, ⚭ Maria Christiane Freiin v. Bartenstein

      - NN
        - Karl Franz Theodor von Spiegel ⚭ Maria Franziska von Westphalen zu Heidelbeck.
          - Adolph von Spiegel-Borlinghausen (1792–1852), westfälischer und preußischer Offizier,  Regierungspräsident in Düsseldorf, ⚭ Franziska von Vagedes

### Linie zu Peckelsheim
- Wedekind von Spiegel zu Peckelsheim, † 1374
- Gerhard IV. von Spiegel zu Peckelsheim,† 1411
- Hermann IV. von Spiegel zu Peckelsheim, 1368–1420, ⚭ Jutta von Schomburg
- Jürgen von Spiegel zu Peckelsheim, †  1463
- Werner I. von Spiegel zu Peckelsheim,  † 1534
- Johann VIII. von Spiegel zu Peckelsheim. * um 1488
- Raban (Rabe) von Spiegel zu Peckelsheim, †, ⚭ Ursula von Fürstenberg (1560–1621)
- Georg VII. von Spiegel zu Peckelsheim, 1582–1627, ⚭  Elisabeth von Münchhausen (1590–1654)
- Raban Hilmar von Spiegel zu Peckelsheim, 1617–1664, ⚭ Marie Sophie von Cramm
- Fritz Dietrich von Spiegel zu Peckelsheim, † 1712, lüneburgischer Amtmann, ⚭ Dorothea Sophia Elisabeth von Voss (1672–1715)
  - Raban Heinrich von Spiegel zu Peckelsheim, 1697–1745, Erbmarschall und Domherr zu Naumburg
    - Dietrich Ernst Georg von Spiegel zu Peckelsheim (1738–1789), ∞ 1781 Sophie Henriette Wilhelmine von Seckendorf
      - Karl Emil (1782–1849), Domherr in Halberstadt, Großherzoglich-sächsischer Geheimer Rat, Oberhofmarschall in Weimar, ∞ Emilie Wilhelmine von Rotberg (1787–1870)
      - Carl Spiegel von und zu Peckelsheim (1808–1886, Parlamentarier)

  - Georg Wilhelm von Spiegel zu Peckelsheim (ca. 1704–1780) ⚭ Sophie Isabelle Seigel de Somes (ca. 1707–1792)[7]
    - Ernst Ludwig Christoph Spiegel von und zu Peckelsheim (1745–1826, Landmarschall) ⚭ Charlotte Henriette Clementine von der Malsburg
      - Adolf von Spiegel zu Peckelsheim (1809–1872),  preußischer Landrat des Kreises Warburg von 1847 bis 1868, Vater von Raban
        - Raban Spiegel von und zu Peckelsheim (1841–1906), westfälischer Rittergutsbesitzer, Verwaltungsbeamter und Parlamentarier
          - Joseph von Spiegel zu Peckelsheim (1878–1949), Landrat des Kreises Warburg (1933–1943)
          - Elisabeth (Klostername: Maria Anna Benedicta) Freiin Spiegel von und zu Peckelsheim OSB (1874–1950), Äbtissin von Kloster St. Walburg in Eichstätt/Bayern
- Hermann Spiegel von und zu Peckelsheim (1850–1923), preußischer Generalleutnant
- Edgar von Spiegel von und zu Peckelsheim (1885–1965), deutscher U-Boot-Kommandant im Ersten Weltkrieg, Verfasser des 1916 erschienenen Kriegstagebuch U 202 (Auflage: 360.000 Exemplare)
- Elmar von Spiegel von und zu Peckelsheim (1940–2014), deutscher Unternehmer
- Ferdinand-Moritz von Spiegel und zu Peckelsheim (* 1989), deutscher Unternehmer

### Äbte von Corvey
- Witukind von Spiegel († 1205), Benediktinermönch und 1189–1205 Abt von Corvey
- Heinrich IV. von Spiegel zum Desenberg (1359–1360), danach als Heinrich III. Fürstbischof von Paderborn
- Philipp von Spiegel zum Desenberg (1715–1776), Benediktinermönch und 1758–1777 Fürstabt von Corvey

### Fürstbischof von Paderborn
- Heinrich III. von Spiegel zum Desenberg (1361–1380); zuvor als Heinrich IV. Abt von Corvey